# 올테니아

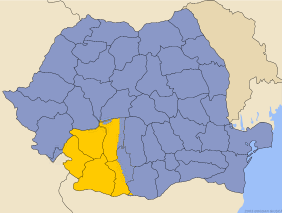
노란색으로 표시된 지역이 올테니아

올테니아(Oltenia, 혹은 소왈라키아)는 루마니아를 구성하는 역사적 지역 가운데 하나로, 왈라키아의 서부 지역을 말한다.
올테니아는 동쪽으로는 올트강, 남쪽과 서쪽으로는 다뉴브강, 북쪽은 카르파티아산맥과 인접해 있다.
올테니아의 주요 도시로는 크라이오바, 름니쿠블체아, 드로베타투르누세베린, 트르구지우 등이 있다.
올테니아는 현재 여섯 개의 주를 두고 있는데, 여섯 개의 주는 다음과 같다.
- 고르지주
- 돌지주
- 올트주
- 텔레오르만주
- 메헤딘치주
- 블체아주